# موقع مراجعات
موقع المراجعة هو موقع ويب يمكنه نشر المراجعات (التقييمات) حول الأشخاص أو الأنشطة التجارية أو المنتجات أو الخدمات. قد تستخدم هذه المواقع تقنيات ويب 2.0 لتجميع المراجعات من مستخدمي الموقع أو قد تستخدم كتّابًا محترفين لتأليف المراجعات حول الموضوع الذي يثير الجدل حول الموقع. كانت بداية مواقع المراجعة موقع ConsumerDemocracy.com الذي أسس لأهمية التقييمات، ثم لاحقًا مواقع Epinions.com وAmazon.com.

## نموذج الأعمال
يتم دعم مواقع المراجعة بشكل عام عن طريق الإعلانات. وقد تسمح بعض مواقع مراجعة الأنشطة التجارية للشركات بالدفع مقابل إعلانات مميزة، والتي لا تمس مراجعات وتقييمات العملاء. قد يتم تمويل مواقع مراجعة المنتج من خلال توفير روابط تابعة لمواقع ويب تبيع العناصر التي تمت مراجعتها.

## التأثير
تظهر الدراسات التي أجرتها مجموعات بحثية مستقلة مثل كوم سكور أن تقييم ومراجعة المواقع يؤثران على سلوك المتسوق الاستهلاكي. في دراسة أكاديمية نشرت في عام 2008 ، أظهرت النتائج التجريبية أن عدد مراجعات المستخدمين عبر الإنترنت يعد مؤشرًا جيدًا على شدة تأثير الكلمة الشفهية وزيادة الوعي.